# Pak węglowy

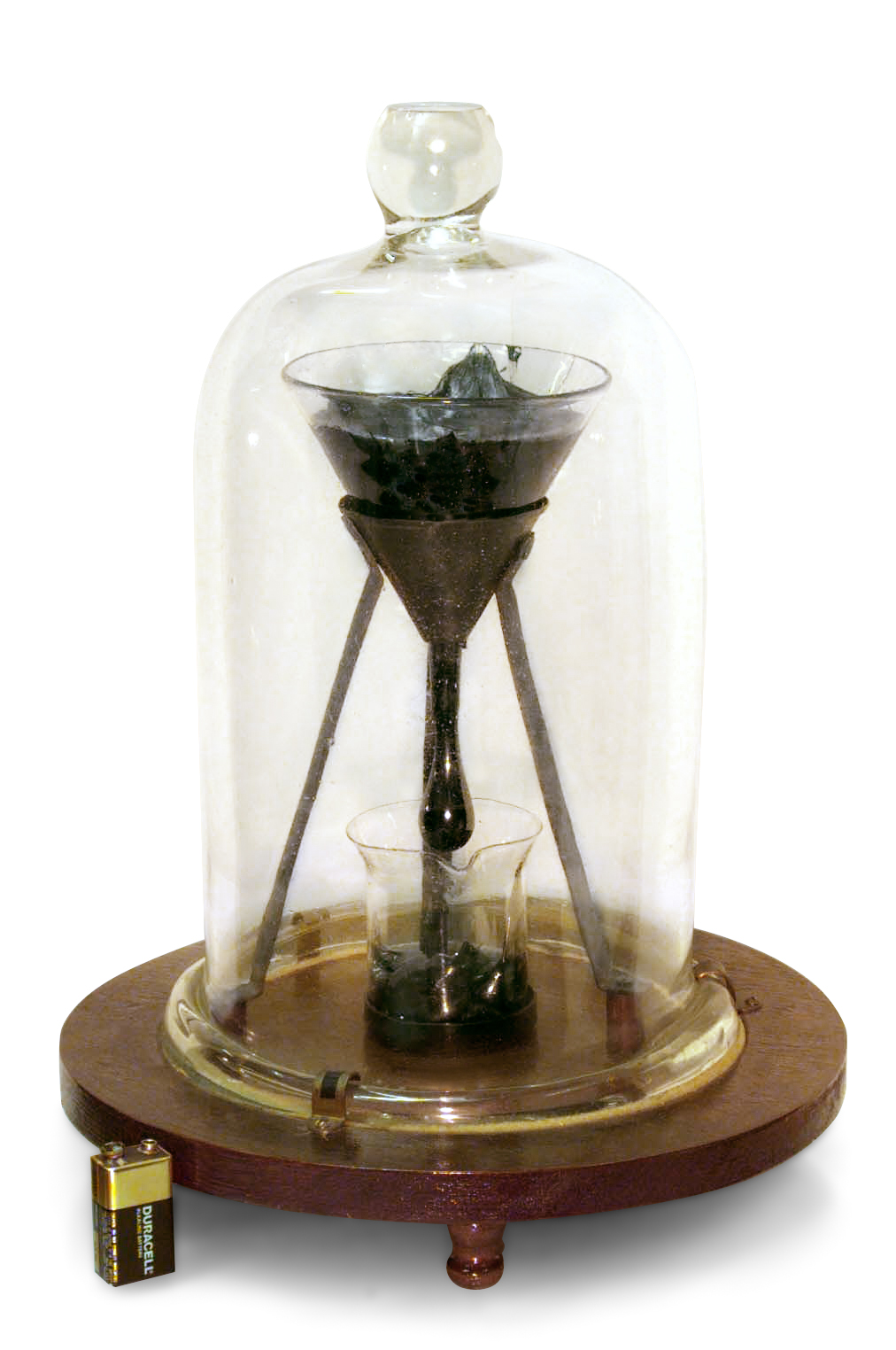
„Eksperyment kropli paku” ukazujący lepkość paku lub smoły. Jest ona około 2,3×10^11 większa od lepkości wody

Pak węglowy – bezpostaciowa masa (w rzeczywistości ciecz o bardzo dużej lepkości) stanowiąca pozostałość po destylacji smoły pogazowej (50–60% wyjściowej masy). Ma czarną barwę, szklisty połysk na przełamie, daje czarną rysę na papierze. Jego gęstość wynosi ok. 1,3 g/cm³. Jest mieszaniną wielu związków, głównie wielopierścieniowych węglowodorów aromatycznych (również alkiloaromatycznych i fenoli).

## Rodzaje
Podstawą klasyfikacji jest temperatura mięknienia:
- pak miękki – poniżej 65 °C
- pak normalny – 65–75 °C
- pak twardy – powyżej 75 °C
- pak specjalny – >150 °C (o przełamie muszlowym)

Destylacja smoły pogazowej daje 50-60% paku. 

## Zastosowanie
Stosowany jest m.in. do produkcji brykietów węglowych, wyrobu smół preparowanych i (poprzez odgazowanie w ok. 1100 °C) koksu pakowego. 
Frakcja mięknąca w ok. 100 °C stosowana jest do wiązania koksu naftowego przy produkcji grafitu reaktorowego (pak wiążący).